# Torres (nave)
La Torres è stata una nave passeggeri, in servizio con questo nome per la Tirrenia di Navigazione dal 1957 al 1979.

## Contesto
Tra il 1952 e il 1953 la Tirrenia di Navigazione mise in servizio le cinque unità della Classe Regione, le prime nuove navi passeggeri fatte costruire dalla compagnia statale dopo la Seconda Guerra Mondiale. La richiesta di trasporto verso la Sardegna, però, crebbe rapidamente e rese necessaria l'immissione in servizio di ulteriori navi. Grazie ai finanziamenti previsti dalla legge n.522 del 17 luglio 1954, la Tirrenia ordinò tre nuove unità, due gemelle (Arborea e Caralis) destinate alla linea Civitavecchia - Olbia e una terza, la Torres, più piccola e destinata al collegamento Genova - Porto Torres.

## Caratteristiche
Il progetto della Torres, realizzato dai Cantieri Navali Riuniti, fu basato su quello delle navi della classe Regione, opportunamente migliorato.
La Torres effettuava servizio misto merci - passeggeri. Poteva trasportare un massimo di 800 persone; gli spazi dedicati ai passeggeri erano divisi nelle tradizionali tre classi. Le sistemazioni per i passeggeri comprendevano 44 cabine di prima classe (per un totale di 76 letti), 33 di seconda classe (con un totale di 166 posti letto) e tre dormitori di terza classe (due per uomini, con 146 posti in totale, e uno da 32 posti per donne). Erano poi presenti a bordo una cabina da otto posti per eventuali detenuti e una da quattro per i carabinieri della scorta; in totale i posti letto a bordo erano 398. Gli spazi comuni comprendevano un ristorante e un soggiorno bar per la prima e per la seconda classe.
La nave era dotata di tre stive per il carico, con una capacità complessiva di 1881 m³, e di un garage per 25 automobili, accessibile con portelloni laterali e scivoli mobili. La propulsione era assicurata da due eliche a passo variabile quadripala; su ciascun asse erano montati due motori Diesel FIAT B 487 T, ciascuno erogante una potenza di 2 100 cavalli a 280 giri / minuto. La Torres poteva raggiungere una velocità di crociera di 18,6 nodi.
Rispetto alle unità della Classe Regione, la Torres fu dotata già in origine di stabilizzatori antirollio e di aria condizionata in tutti gli ambienti riservati a passeggeri ed equipaggio.

## Servizio
La Torres fu impostata presso il Cantiere navale di Ancona il 3 aprile 1955. Varata il 31 marzo 1957, il 24 aprile partì per le prove in mare, durante le quali fece segnare una velocità media di 20,25 nodi mantenendo i motori alla massima potenza per nove ore. Consegnata alla Tirrenia il 30 aprile, il 3 maggio la Torres entrò in servizio sulla linea Genova - Porto Torres, per la quale era stata appositamente progettata, consentendo di incrementarne la frequenza da settimanale a trisettimanale.
Divenuta non più adatta al servizio su quella linea per via dell'aumentata richiesta di trasporto di autoveicoli, nel 1970 la Torres fu sostituita dalle unità della classe Regione trasformate in traghetti ro-ro e poi dalle navi della classe Poeta. Nel 1971 la Torres fu spostata sulla linea Napoli - Catania - Malta - Bengasi, per la quale si rivelò tuttavia poco adatta, vista la scarsa capacità di trasporto di veicoli. La rotta fu quindi ridotta, spostando il primo approdo da Napoli a Reggio Calabria e omettendo lo scalo in Libia. A partire dal 3 novembre 1971 la Torres passò sul collegamento Livorno - Bastia, venendo poi impiegata come rinforzo estivo sulla Genova - Porto Torres. Rimase in servizio su altri collegamenti fino al maggio 1976, quando fu posta in disarmo a Napoli. A gennaio 1979 la Torres fu venduta per la demolizione ad un cantiere di Ortona; mentre veniva rimorchiata verso il cantiere di demolizione, naufragò al largo di Santa Maria di Leuca.